# Il pianista (film)
Il pianista (The Pianist) è un film del 2002 diretto da Roman Polański.
Tratto dal romanzo autobiografico omonimo di Władysław Szpilman, il film ha vinto la Palma d'oro al Festival di Cannes nel 2002 e tre Premi Oscar nel 2003.
La trama è tratta dal racconto di quanto vissuto da Szpilman dallo scoppio della seconda guerra mondiale, con l'invasione della Polonia da parte delle truppe tedesche, l'occupazione di Varsavia, la creazione del ghetto cittadino, la fuga e la sopravvivenza del protagonista fuori dal ghetto, fino alla liberazione della città da parte dell'Armata Rossa. Nel film i brani al pianoforte sono stati eseguiti dal pianista polacco Janusz Olejniczak.

## Trama
Polonia, 1° settembre 1939. Il pianista e compositore polacco di origine ebraica Władysław Szpilman sta eseguendo il Notturno n. 20 in do diesis minore di Fryderyk Chopin alla radio di Varsavia, dove lavora, quando sente delle esplosioni che rapidamente si avvicinano; gli viene detto di smettere, ma lui continua fino a quando una bomba esplode nello studio di registrazione. La nazione è stata invasa dalla Germania nazista, dando inizio alla seconda guerra mondiale. Władysław ritorna a casa e apprende con la sua famiglia (composta dai genitori, dal fratello Henryk e dalle sorelle Regina e Halina) dell'annuncio della dichiarazione di guerra alla Germania di Hitler da parte di Francia e Gran Bretagna ascoltando la radio, ma nonostante l'entusiasmo Varsavia viene occupata dai tedeschi in poco più di un mese. Immediatamente dopo l'occupazione, viene emanata una serie di restrizioni alla popolazione, rese ancora più pesanti per la numerosa comunità ebraica, che riguardano la limitazione del possesso di denaro (al massimo 2.000 złoty polacchi), l'estromissione dal lavoro, il divieto di accesso a locali e luoghi pubblici e l'obbligo di indossare una fascia bianca con la stella di David. Władysław di conseguenza viene licenziato dalla radio di Varsavia e, dopo che la famiglia ha esaurito gli ultimi risparmi, è costretto prima a vendere il suo pianoforte e poi, in seguito ad un nuovo decreto nazionalsocialista, a trasferirsi nel nuovo ghetto di Varsavia.
Una volta trasferitisi, gli Szpilman iniziano a vivere una realtà di miseria, umiliazioni, fame e morte: Władysław cerca inutilmente di salvare un bambino che tenta di rientrare nel ghetto con del cibo rubato e una sera la famiglia si ritrova a guardare impotente le SS che irrompono nel palazzo di fronte al loro ed uccidono gli abitanti degli appartamenti, tra cui anche un anziano in sedia a rotelle: eventi come questi accadono mentre ogni giorno le persone muoiono di stenti. Tutti cercano di sopravvivere come possono: Władysław trova lavoro come pianista in un locale; Henryk, dopo che lui e il fratello hanno rifiutato l'invito del gendarme Jerzy Lewinski ad arruolarsi nella polizia ebraica, cerca di vendere libri; gli altri, grazie all'interessamento di alcuni amici che stanno cercando di organizzare una resistenza, vengono assunti in una sartoria. Il 16 agosto 1942 Władysław, insieme ai familiari e ad altre migliaia di persone, viene avviato alla deportazione verso il campo di sterminio di Treblinka ma, appena prima di dover salire sul treno, viene tirato fuori dalla fila proprio da Lewinski.
Władysław ora è solo; grazie all'interessamento ed a volte alla corruzione dei pochi amici rimasti vivi, riesce a trovare lavoro come carpentiere, ma il pericolo di essere ucciso è costante e contemporaneamente iniziano a circolare delle voci sulla reale sorte degli ebrei trasferiti da Varsavia. I pochi rimasti vivi, sfruttando il permesso di uscire dal ghetto, riescono ad introdurvi delle armi; dopo che Władysław è stato fatto fuggire e rifugiare in una casa sicura da una vecchia amica, una cantante conosciuta in tempo di pace, inizia una rivolta.

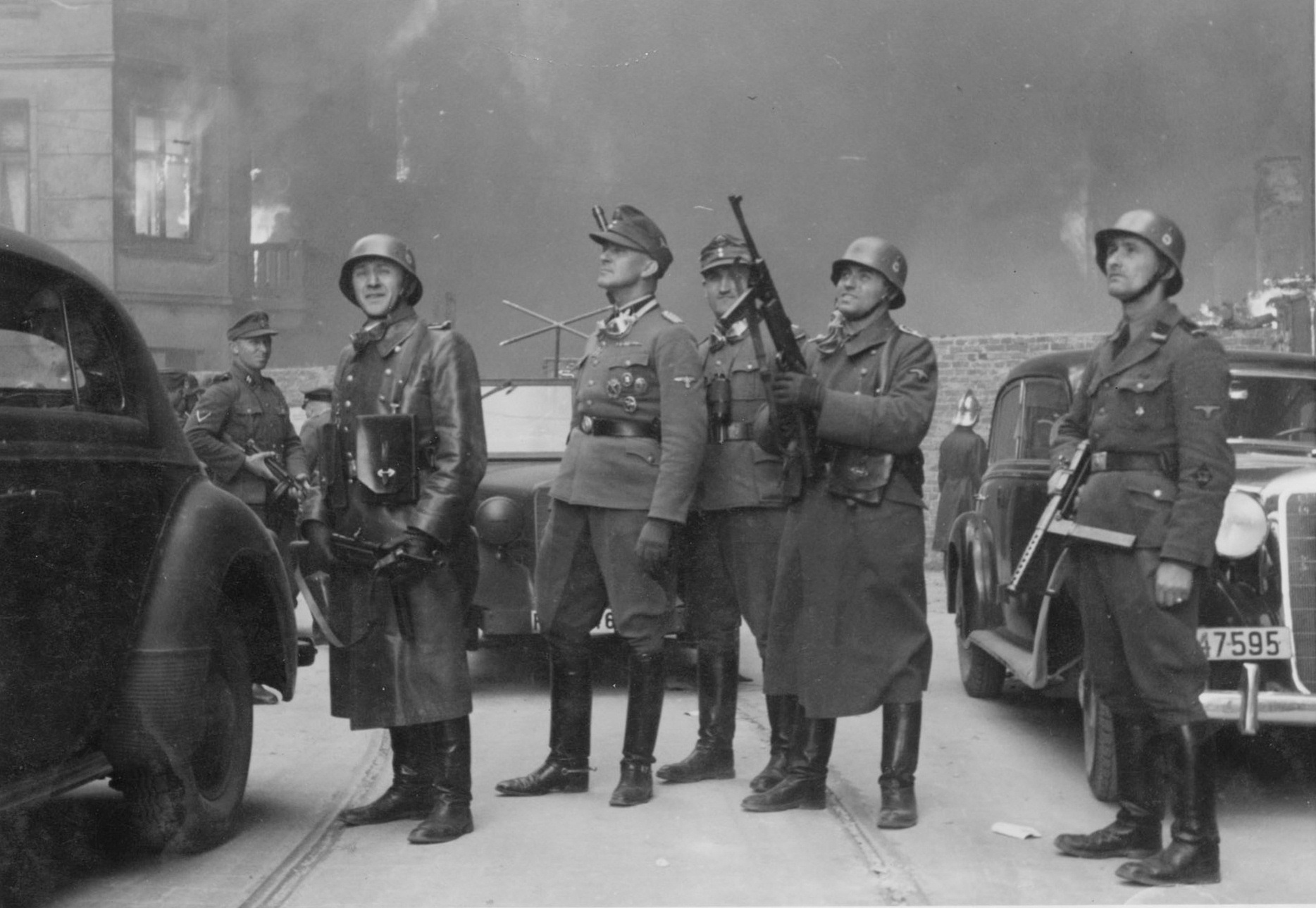
Foto raffigurante l'SS- und Polizeiführer Jürgen Stroop durante la distruzione del ghetto di Varsavia, che il regista ha utilizzato per ricostruire la scena

Costretto ad abbandonare l'abitazione a causa di una vicina che lo ha scoperto, Władysław si reca ad un indirizzo fornitogli dalla resistenza. Si tratta della casa di Dorota, una violoncellista che aveva conosciuto il giorno dello scoppio della guerra, il cui marito riesce a trovargli un altro nascondiglio presso un'abitazione nel settore tedesco; qui troverà conforto in un vecchio pianoforte che fingerà di suonare nelle lunghe giornate vissute in solitudine. Durante la permanenza nel settore tedesco conosce Antek, un ex-tecnico della radio di Varsavia incaricato dal marito di Dorota di prendersi cura di lui, che userà il suo nome solo per raccogliere soldi in tutta la città e tenersene una parte. Con l'approssimarsi delle truppe sovietiche Varsavia insorge. Władysław, scampato miracolosamente alla distruzione della città, rientra in ciò che resta delle macerie di un quartiere e, ormai allo stremo delle forze, va alla ricerca di cibo.
Trovato riparo in una soffitta in una delle poche case rimaste ancora in piedi, vi trova una latta di cetrioli, ma non riesce ad aprirla e la porta nel suo nascondiglio. Il giorno dopo, mentre cerca ancora di aprire la latta con mezzi di fortuna, viene scoperto da un ufficiale tedesco, il quale, venuto a conoscenza della sua antica professione, lo conduce in una stanza dove è presente un pianoforte e lo invita a suonare. Władysław esegue quindi la Ballata n. 1 in Sol minore di Chopin; l'ufficiale, positivamente colpito dall'interpretazione, decide di aiutarlo e lo nutre per i mesi successivi, fino a quando i tedeschi, sotto la spinta dell'attacco sovietico, abbandonano la città. L'ufficiale si congeda da Władysław donandogli il suo cappotto e chiedendogli il suo nome, ma senza dirgli il proprio.
Una mattina Władysław sente risuonare le note dell'inno nazionale della Polonia dall'altoparlante di un camion di passaggio tra le rovine coperte di neve, quindi esce dal nascondiglio e corre incontro ai soldati polacchi; siccome indossa ancora il cappotto del militare, viene scambiato per un tedesco e rischia di essere ucciso, riuscendo però a salvarsi. L'ufficiale, nel frattempo catturato e portato in un campo di prigionia in attesa di essere trasferito in Unione Sovietica, incontra un ex-deportato polacco che sta facendo ritorno a casa e, dopo avergli riferito di aver aiutato Wladysław durante l'ultimo periodo di occupazione, gli chiede di informarlo che lui si trova lì, ma mentre dice il suo nome viene zittito da un soldato sovietico. Tempo dopo, con la guerra ormai finita da tempo, Władysław, che nel frattempo ha ripreso la sua vita normale, ristabilendosi fisicamente e ricominciando a suonare ed a lavorare alla radio di Varsavia, torna con l'amico nel luogo indicatogli, scoprendo che il campo è stato smantellato e che non vi è più traccia dei prigionieri tedeschi; solo dopo la sua morte si scoprirà che l'ufficiale si chiamava Wilm Hosenfeld.

## Distribuzione
L'anteprima del film si è tenuta al Festival di Cannes il 24 maggio 2002, mentre la prima si è tenuta a Varsavia il 6 settembre 2002.

### Data di uscita
- Belgio: 25 settembre 2002
- Francia: 25 settembre 2002
- Spagna: 26 settembre 2002
- Israele: 3 ottobre 2002
- Brasile: 8 ottobre 2002
- Svizzera tedesca: 10 ottobre 2002
- Grecia: 19 ottobre 2002
- Germania: 24 ottobre 2002
- Austria 25 ottobre 2002
- Italia: 25 ottobre 2002
- Giappone: 1º novembre 2002
- Paesi Bassi: 28 novembre 2002
- Spagna: 13 dicembre 2002

- Corea del Sud: 3 gennaio 2003
- Stati Uniti d'America: 3 gennaio 2003
- Canada: 24 gennaio 2003
- Regno Unito: 24 gennaio 2003
- Repubblica Ceca: 6 febbraio 2003
- Giappone: 15 febbraio 2003
- Turchia: 28 febbraio 2003
- Argentina: 6 marzo 2003
- Australia: 6 marzo 2003
- Brasile: 7 marzo 2003
- Slovenia: 13 marzo 2003
- Islanda: 14 marzo 2003
- Hong Kong: 20 marzo 2003

- Ungheria: 20 marzo 2003
- Messico: 21 marzo 2003
- Cile: 27 marzo 2003
- Finlandia: 11 aprile 2003
- Russia: 1º maggio 2003
- Perù: 8 maggio 2003
- Slovacchia: 19 giugno 2003
- Danimarca: 4 luglio 2003
- Lituania: 11 luglio 2003
- Estonia: 1º agosto 2003
- Svezia: 15 agosto 2003
- Norvegia: 22 agosto 2003

## Riconoscimenti
- 2003 - Premio Oscar
  - Migliore regia a Roman Polański
  - Miglior attore protagonista a Adrien Brody
  - Migliore sceneggiatura non originale a Ronald Harwood
  - Candidatura Miglior film a Roman Polański, Robert Benmussa e Alain Sarde
  - Candidatura Migliore fotografia a Paweł Edelman
  - Candidatura Migliori costumi a Anna B. Sheppard
  - Candidatura Miglior montaggio a Harvé de Luze

- 2003 - Golden Globe
  - Candidatura Miglior film drammatico
  - Candidatura Miglior attore in un film drammatico a Adrien Brody

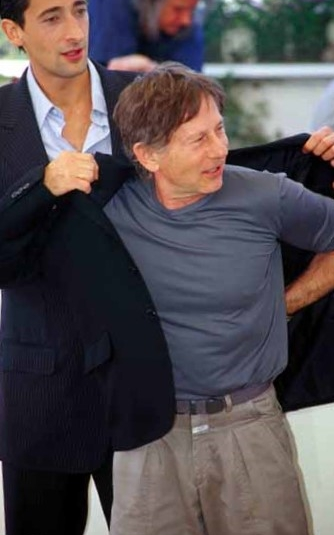
Adrien Brody, insieme a Roman Polański, al Festival di Cannes del 2002

- 2003 - Premio BAFTA
  - Miglior film a Roman Polański, Robert Benmussa e Alain Sarde
  - Migliore regia a Roman Polański
  - Candidatura Miglior attore protagonista a Adrien Brody
  - Candidatura Migliore sceneggiatura non originale a Ronald Harwood
  - Candidatura Migliore fotografia a Paweł Edelman
  - Candidatura Miglior sonoro a Jean-Marie Blondel, Dean Humphreys e Gérard Hardy
  - Candidatura Miglior colonna sonora a Wojciech Kilar
- 2003 - Premio César
  - Miglior film a Roman Polański
  - Migliore regia a Roman Polański
  - Miglior attore protagonista a Adrien Brody
  - Migliore fotografia a Paweł Edelman
  - Migliore scenografia a Allan Starski
  - Miglior sonoro a Jean-Marie Blondel, Dean Humphreys e Gérard Hardy
  - Miglior colonna sonora a Wojciech Kilar
  - Candidatura Migliori costumi a Anna B. Sheppard
  - Candidatura Migliore sceneggiatura non originale a Ronald Harwood
  - Candidatura Miglior montaggio a Harvé de Luze
- 2004 - Awards of the Japanese Academy
  - Miglior film straniero
- 2002 - Boston Society of Film Critics Award
  - Miglior film
  - Migliore regia a Roman Polanski
  - Miglior attore protagonista a Adrien Brody
- 2003 - Broadcast Film Critics Association Award
  - Candidatura Miglior film
  - Candidatura Migliore regia a Roman Polanski
- 2003 - Chicago Film Critics Association Award
  - Candidatura Miglior film
  - Candidatura Migliore regia a Roman Polanski
  - Candidatura Miglior attore protagonista a Adrien Brody
- 2002 - European Film Award
  - Migliore fotografia a Paweł Edelman
  - Candidatura Miglior film
  - Candidatura Migliore regia a Roman Polanski
  - Candidatura Miglior attore protagonista a Adrien Brody
- 2002 - National Board of Review Award
  - Migliori dieci film
- 2002 - Festival di Cannes
  - Palma d'oro a Roman Polański
- 2003 - David di Donatello
  - Miglior film straniero a Roman Polański
- 2003 - Nastro d'argento
  - Migliore regia a Roman Polański
- 2003 - Premio Goya
  - Miglior film europeo a Roman Polański
- 2003 - Satellite Award
  - Candidatura Migliore sceneggiatura non originale a Ronald Harwood
- 2003 - Screen Actors Guild Award
  - Candidatura Miglior attore protagonista a Adrien Brody
- 2003 - Ciak d'oro
  - Miglior film straniero - Il pianista
- 2003 - British Society of Cinematographers
  - Candidatura Migliore fotografia a Paweł Edelman
- 2003 - American Society of Cinematographers
  - Candidatura Migliore fotografia a Paweł Edelman
- 2003 - National Society of Film Critics Award
  - Miglior film
  - Migliore regia a Roman Polanski
  - Miglior attore protagonista a Adrien Brody
  - Migliore sceneggiatura non originale a Ronald Harwood

- 2003 - American Screenwriters Association
  - Candidatura Discover Screenwriting Award a Ronald Harwood
- 2003 - Bermuda International Film Festival
  - Audience Choice Award a Roman Polanski
- 2003 - Directors Guild of America
  - Candidatura DGA Award a Roman Polanski
- 2003 - Cinema Writers Circle Award
  - Miglior film straniero a Roman Polanski
- 2003 - Dallas-Fort Worth Film Critics Association Award
  - Candidatura Miglior attore a Adrien Brody
- 2004 - Argentinean Film Critics Association Award
  - Candidatura Miglior film straniero a Roman Polanski
- 2003 - Fotogramas de Plata
  - Miglior film straniero a Roman Polanski
- 2004 - Golden Globe Italia
  - Miglior film europeo a Roman Polanski
- 2004 - Czech Lions
  - Miglior film straniero a Roman Polanski
- 2004 - Cinema Brazil Grand Prize
  - Candidatura Miglior film straniero a Roman Polanski
- 2003 - Golden Trailer Award
  - Candidatura Miglior film
  - Candidatura Miglior film straniero
  - Candidatura Migliore azione e spettacolo
- 2003 - Harry Award
  - Harry Award
- 2003 - Humanitas Prize
  - Candidatura Miglior film a Roman Polanski
- 2004 - Kinema Junpo Award
  - Miglior film straniero a Roman Polanski
- 2004 - Mainichi Film Concours
  - Miglior film straniero a Roman Polanski
- 2003 - Motion Picture Sound Editors
  - Candidatura Miglior montaggio sonoro a Gérard Hardy, Katia Boutin e Paul Conway
  - Candidatura Miglior montaggio sonoro (Musica) a Suzana Peric
- 2003 - Nikkan Sports Film Award
  - Miglior film straniero
- 2003 - Online Film Critics Society Award
  - Candidatura Miglior attore protagonista a Adrien Brody
- 2003 - Russian Guild of Film Critics
  - Candidatura Miglior attore straniero a Adrien Brody
- 2002 - San Francisco Film Critics Circle
  - Miglior film
- 2003 - Norwegian International Film Festival
  - Premio Ecumenico a Roman Polanski
- 2003 - Polish Film Award
  - Miglior film a Roman Polanski, Robert Benmussa e Alain Sarde
  - Migliore regia a Roman Polanski
  - Migliore fotografia a Paweł Edelman
  - Migliore scenografia a Allan Starski
  - Migliori costumi a Anna B. Sheppard
  - Miglior montaggio a Harvé de Luze
  - Miglior sonoro a Jean-Marie Blondel, Dean Humphreys e Gérard Hardy
  - Miglior colonna sonora a Wojciech Kilar
  - Candidatura Miglior attore a Adrien Brody
  - Candidatura Miglior attrice a Emilia Fox
  - Candidatura Miglior attore non protagonista a Ed Stoppard
  - Candidatura Miglior attrice non protagonista a Maureen Lipman
  - Candidatura Migliore sceneggiatura non originale a Ronald Harwood
- 2003 - Sant Jordi Award
  - Miglior film straniero a Roman Polanski
- 2003 - Turia Award
  - Miglior film straniero a Roman Polanski
- 2003 - USC Scripter Award
  - Candidatura Migliore sceneggiatura a Ronald Harwood e Wladyslaw Szpilman (Autore)
- 2002 - Washington DC Area Film Critics Association Award
  - Candidatura Miglior attore protagonista a Adrien Brody
- 2003 - Étoiles d'Or
  - Migliore regia a Roman Polanski